# پول (فیلم ۱۹۸۳)
پول (به فرانسوی: L'Argent) فیلمی درام به کارگردانی روبر برسون و محصول سال ۱۹۸۳ است که در کشور فرانسه تولید شده‌است. فیلم برداشت آزادانه‌ای از بخش اول رمان کوتاه کوپن جعلی لئو تولستوی است. پول آخرین فیلم روبر برسون بود. فیلم پول موفق شد در جشنواره فیلم کن سال ۱۹۸۳، جایزه بهترین کارگردان را برای سازنده‌اش به ارمغان بیاورد. در همان سال، فیلم نوستالگیا به کارگردانی آندری تارکوفسکی هم برنده همین جایزه شد. فیلم پول در ۱۸ می ۱۹۸۳ در فرانسه منتشر شد. علاوه بر جشنواره کن، فیلم پول در جشنواره فیلم سزار سال ۱۹۸۳ هم نامزد دریافت جایزه بهترین صداگذاری شده بود.

## خلاصه داستان
ایوون که در پی اتهامی نادرست به زندان می‌افتد، در نهایت در پی پذیرش چهره‌ای که جامعه از او شناخته، دست به آدم‌کشی می‌زند.